# هاینتس کسلر
هاینتس کسلر (آلمانی: Heinz Kessler؛ زادهٔ ۲۶ ژانویهٔ ۱۹۲۰ – درگذشتهٔ ۲ مه ۲۰۱۷)، یک سیاست‌مدار نظامی بازنشسته اهل آلمان بود. او ژنرال ارتش و وزیر دفاع آلمان شرقی، عضو حزب اتحاد سوسیالیستی آلمان و همچنین معاون مجلس جمهوری دموکراتیک آلمان بود. او برای جنایات انجام شده در رژیم آلمان شرقی مجرم شناخته شد و به هفت سال و نیم حبس پس از اتحاد آلمان محکوم شد. هاینتس کسلر در ۲ مه ۲۰۱۷ در سن ۹۷ سالگی درگذشت.